# Premis de la Crítica de les Arts Escèniques
|  | Aquest article tracta sobre els premis de les arts escèniques. Si cerqueu els premis literaris, vegeu «Premis de la Crítica». |

Els Premis de la Crítica de les Arts Escèniques, anteriorment coneguts com a Premis de la Crítica Teatral de Barcelona, s'atorguen per donar suport i difondre l'excel·lència de les arts escèniques a Catalunya. Solen lliurar-se a professionals, empreses, espais i/o produccions escèniques que hagin estat especialment valorades per la crítica durant l'any natural anterior al lliurament dels premis.

## Els premis
Des del 1989, els guardons s'han lliurat de forma discontínua en tres períodes diferents: 1989-2000, 2008-2009 i del 2015 fins a l'actualitat. En les seves dues primeres etapes se centraven, sobretot, en el format teatral, però a partir de la represa del 2015, els premis es replantegen i s'amplien perquè incloguin altres disciplines de les arts escèniques com ara la dansa o les arts de carrer. Així doncs, a l'edició del 2015 s'atorgaren per primer cop els premis dedicats a la dansa i al teatre familiar i a l'edició del 2016 es creà la categoria de les arts de carrer. El 2018 s'incorporà el Premi Novaveu o Premi de la crítica jove, un premi atorgat pels membres de Novaveu, un col·lectiu de joves crítics d'entre 16 i 30 anys. El Premi Novaveu substituí el Premi de Teatre per a Joves, insaturat el 2015 dins de la categoria de premis de teatre familiar. Finalment, a l'edició del 2022 s'incorporà la categoria dels premis de la crítica de circ.
Altres reconeixements destacats dels Premis de la Crítica són el Premi Gonzalo Pérez de Olaguer a tota una carrera o contribució significativa al teatre català, insaturat el 2009 en memòria d'un dels crítics barcelonins més cèlebres i de més llarga trajectòria, i el Premi Maria José Ragué, instaurat el 2020 en memòria d'aquesta crítica i investigadora teatral pionera en la lluita pels drets de les dones, que celebra les iniciatives escèniques amb reivindicacions feministes.
Els jurats dels Premis de la Crítica estan integrats per diversos professionals de reconeguda solvència que, de manera regular, han exercit la prescripció escènica durant, com a mínim, els cinc anys previs a cada edició, ja sigui en mitjans escrits, audiovisuals i/o digitals. Alguns membres habituals dels jurats són o han estat: Jordi Bordes, Joan Anton Benach, Santiago Fondevila, Juan Carlos Olivares, Gonzalo Pérez de Olaguer, Marcos Ordóñez, Núria Cañamares, María José Ragué, Iolanda G. Madariaga o Oriol Puig Taulé entre d'altres.
Els premis no inclouen cap dotació econòmica i des de la seva recuperació el 2015 solen lliurar-se en un acte públic celebrat a la primavera, al voltant del Dia Mundial del Teatre (27 de març). Tanmateix, en altres etapes de la seva història s'havien lliurat cap a finals o principis d'any. Des del 2015 els premis estan organitzats per l'Associació per a la Promoció de les Arts Escèniques Recomana.cat, una plataforma virtual nascuda el 2013 de la mà de diversos crítics escènics catalans. Des del 2016 els premis formen part dels actes de celebració oficial del Dia Mundial del Teatre organitzats per l'Associació d'Empresaris de Teatres de Catalunya (Adetca).

## Edicions dels premis

### Primera etapa dels premis (1989 - 2000)
- I Premis de la Crítica de les Arts Escèniques, corresponents a la temporada 1988-1989 i lliurats el 30 d'octubre de 1989.[14]
- II Premis de la Crítica de les Arts Escèniques, corresponents a la temporada 1989-1990 i lliurats el 26 de novembre de 1990.[15]
- III Premis de la Crítica de les Arts Escèniques, corresponents a la temporada 1990-1991 i lliurats el 25 de novembre de 1991.[16]
- IV Premis de la Crítica de les Arts Escèniques, corresponents a la temporada 1991-1992 i lliurats el 3 de desembre de 1992.[17]
- V Premis de la Crítica de les Arts Escèniques, corresponents a la temporada 1992-1993 i lliurats el 16 de novembre de 1993.[18]
- VI Premis de la Crítica de les Arts Escèniques, corresponents a la temporada 1993-1994 i lliurats el 19 de gener de 1995.[19]
- VII Premis de la Crítica de les Arts Escèniques, corresponents a la temporada 1994-1995 i lliurats el 13 de novembre de 1995.[20]
- VIII Premis de la Crítica de les Arts Escèniques, corresponents a la temporada 1995-1996 i lliurats el 16 de desembre de 1996.[21]
- IX Premis de la Crítica de les Arts Escèniques, corresponents a la temporada 1996-1997 i lliurats el 15 de desembre de 1997.[22]
- X Premis de la Crítica de les Arts Escèniques, corresponents a la temporada 1997-1998 i lliurats el 21 de desembre de 1998.[23]
- XI Premis de la Crítica de les Arts Escèniques, corresponents a la temporada 1998-1999 i lliurats el 17 de gener del 2000.[24]
- XII Premis de la Crítica de les Arts Escèniques, corresponents a la temporada 1999-2000 i lliurats el 18 de desembre del 2000.[25]

### Segona etapa dels premis (2008 - 2009)
- XIV Premis de la Crítica de les Arts Escèniques, corresponents a la temporada 2006-2007 i lliurats el 28 de gener del 2008.[26] Malgrat que per continuïtat històrica aquesta hauria d'haver sigut la XIII edició dels premis, es va anunciar arreu com la XIV edició.
- XV Premis de la Crítica de les Arts Escèniques, corresponents a la temporada 2007-2008 i lliurats el 26 de gener del 2009.[27]
- XVI Premis de la Crítica de les Arts Escèniques, corresponents a la temporada 2008-2009 i lliurats el 7 de setembre del 2009 durant la VIII gala Barcelona Aixeca el Teló que va ser retransmesa en directe per Televisió de Catalunya.[28]

### Tercera etapa dels premis (2015 - actualitat)
- XVII Premis de la Crítica de les Arts Escèniques, corresponents als espectacles estrenats l'any 2014 i lliurats el 23 de març del 2015.[29][30]
- XVIII Premis de la Crítica de les Arts Escèniques, corresponents als espectacles estrenats l'any 2015 i lliurats el 21 de març del 2016.[31]
- XIX Premis de la Crítica de les Arts Escèniques, corresponents als espectacles estrenats l'any 2016 i lliurats el 27 de març del 2017.[32]
- XX Premis de la Crítica de les Arts Escèniques, corresponents als espectacles estrenats l'any 2017 i lliurats el 26 de març del 2018.[33]
- XXI Premis de la Crítica de les Arts Escèniques, corresponents als espectacles estrenats l'any 2018 i lliurats el 25 de març del 2019.[34]
- XXII Premis de la Crítica de les Arts Escèniques, corresponents als espectacles estrenats l'any 2019 i lliurats en una cerimònia virtual a través de YouTube el 16 de juny de 2020 a causa de la pandèmia mundial per coronavirus.[35]
- XXIII Premis de la Crítica de les Arts Escèniques, corresponents als pocs espectacles estrenats l'any 2020 i lliurats el 10 de març de 2021.[36][37]
- XXIV Premis de la Crítica de les Arts Escèniques, corresponents als espectacles estrenats l'any 2021 i lliurats el 21 de març de 2022.[10]
- XXV Premis de la Crítica de les Arts Escèniques, corresponents als espectacles estrenats l'any 2022 i lliurats el 3 d'abril de 2023.[38]
- XXVI Premis de la Crítica de les Arts Escèniques, corresponents als espectacles estrenats l'any 2023 i lliurats el 18 de març de 2024.[39]